# Гірськолижний спорт на зимових Азійських іграх 2007
Змагання з гірськолижного спорту на зимових Азійських Іграх 2007 проводилися на гірськолижному курорті Бейдаху у місті Чанчунь (Китай) з 31 січня по 3 лютого. Було проведено 4 змагання — 2 для жінок та 2 для чоловіків. 

## Медалісти
Чоловіки
| Дисципліна         | Золото               | Срібло                     | Бронза                    |
| ------------------ | -------------------- | -------------------------- | ------------------------- |
| Слалом             | Ясухіро Ікута Японія | Кан Мін Хек Південна Корея | Масаші Ханада Японія      |
| Гігантський слалом | Ясухіро Ікута Японія | Кан Мін Хек Південна Корея | Кім Ву Сун Південна Корея |

Жінки
| Дисципліна         | Золото                | Срібло                 | Бронза                   |
| ------------------ | --------------------- | ---------------------- | ------------------------ |
| Слалом             | Чіка Като Японія      | Мое Ханаока Японія     | О Яе Ун Південна Корея   |
| Гігантський слалом | Еміко Кійосава Японія | О Яе Ун Південна Корея | Кім Сун Ю Південна Корея |

## Таблиця медалей
| 1 | Японія         | 4 | 1 | 1 | 6 |       |       |   |   |   |    |
| 2 | Південна Корея | 0 | 3 | 3 | 6 | Разом | Разом | 4 | 4 | 4 | 12 |